# Oud-Annerveen
Oud-Annerveen (53° 05′ N, 6° 46′ L) é uma cidade dos Países Baixos, na província de Drente. Oud-Annerveen pertence ao município de Aa en Hunze, e está situada a 16 km, a nordeste de Assen.
A área de Oud-Annerveen, que também inclui as partes periféricas da cidade, bem como a zona rural circundante, tem uma população estimada em 110 habitantes.